# Cagliari Calcio 1994-1995
Questa pagina raccoglie le informazioni ufficiali riguardanti il Cagliari Calcio nella stagione 1994-1995.

## Stagione
Nella stagione 1994-1995 per la prima volta nel massimo campionato la vittoria viene corrisposta con tre punti, il Cagliari per questa stagione è affidato al tecnico uruguaiano Oscar Tabarez, ed ottiene il nono posto con 49 punti. Miglior realizzatore dei sardi Roberto Muzzi autore di 12 reti in sole 22 partite disputate, in quanto arrivato dalla Roma nel mercato novembrino. In Coppa Italia i rossoblù entrano in scena nel secondo turno ed eliminano l'Atalanta, nel terzo turno lasciano il torneo eliminati dal Parma.

## Divise e sponsor
Le divise rimangono quasi invariate rispetto alla stagione precedente. Vengono fatti piccoli accorgimenti sulle maniche e nel disegno dei pantaloncini.
| 1º completo | 2º completo | 1ª portiere |

## Rosa
| N. |                   | Ruolo | Calciatore               |
| -- | ----------------- | ----- | ------------------------ |
|    | Italia (bandiera) | P     | Valerio Fiori            |
|    | Italia (bandiera) | P     | Nicola Dibitonto         |
|    | Italia (bandiera) | P     | Alessio Scarpi           |
|    | Italia (bandiera) | D     | Giuseppe Pancaro         |
|    | Italia (bandiera) | D     | Vittorio Pusceddu        |
|    | Italia (bandiera) | D     | Matteo Villa             |
|    | Italia (bandiera) | D     | Nicolò Napoli            |
|    | Italia (bandiera) | D     | Aldo Firicano (capitano) |
|    | Italia (bandiera) | D     | Francesco Bellucci       |
|    | Italia (bandiera) | D     | Andrea Benassi           |
|    | Italia (bandiera) | D     | Simone Veronese          |
|    | Italia (bandiera) | C     | Pierpaolo Bisoli         |

| N. |                    | Ruolo | Calciatore            |
| -- | ------------------ | ----- | --------------------- |
|    | Italia (bandiera)  | C     | Daniele Berretta      |
|    | Italia (bandiera)  | C     | Christian Lantignotti |
|    | Uruguay (bandiera) | C     | José Oscar Herrera    |
|    | Italia (bandiera)  | C     | Marco Sanna           |
|    | Italia (bandiera)  | C     | Massimiliano Allegri  |
|    | Italia (bandiera)  | C     | Antonio Bitetti       |
|    | Italia (bandiera)  | C     | Vincenzo Bevo         |
|    | Italia (bandiera)  | C     | Massimo Belluomini    |
|    | Panama (bandiera)  | A     | Dely Valdés           |
|    | Belgio (bandiera)  | A     | Luís Oliveira         |
|    | Italia (bandiera)  | A     | Roberto Muzzi         |

## Risultati

### Serie A

#### Girone di andata
| Arbitro: | Boggi (Salerno) |

|                                    |           |                    |
| N. Napoli 11’ (aut.) Batistuta 80’ | Marcatori | 75’ (rig.) Herrera |

| Arbitro: | Stafoggia (Pesaro) |

|                 |           |            |
| Dely Valdes 34’ | Marcatori | 12’ Gullit |

| Arbitro: | Brignoccoli (Ancona) |

|                                  |           |              |
| D. Baggio 30’ Fernando Couto 45’ | Marcatori | 56’ Oliveira |

| Arbitro: | Quartuccio (Torre Annunziata) |

|                             |           |  |
| Firicano 5’ Dely Valdes 40’ | Marcatori |  |

| Bari 2 ottobre 1994 5ª giornata | Bari               | 0 – 0 referto | Cagliari | Stadio San Nicola\| Arbitro: \| Rodomonti (Teramo) \| |
| Arbitro:                        | Rodomonti (Teramo) |               |          |                                                       |

| Arbitro: | Tombolini (Ancona) |

|              |           |  |
| Oliveira 39’ | Marcatori |  |

| Arbitro: | Ceccarini (Livorno) |

|           |           |            |
| Balbo 90’ | Marcatori | 58’ Bisoli |

| Arbitro: | Bazzoli (Merano) |

|                |           |  |
| Dely Valdes 3’ | Marcatori |  |

| Arbitro: | Borriello (Mantova) |

|                              |           |  |
| Bressan 47’ P. Bresciani 90’ | Marcatori |  |

| Arbitro: | Cardona (Milano) |

|              |           |  |
| Pusceddu 83’ | Marcatori |  |

| Reggio Emilia 27 novembre 1994 11ª giornata | Reggiana          | 0 – 0 referto | Cagliari | Stadio Mirabello\| Arbitro: \| Beschin (Legnago) \| |
| Arbitro:                                    | Beschin (Legnago) |               |          |                                                     |

| Arbitro: | Cesari (Genoa) |

|                    |           |           |
| Herrera 60’ (rig.) | Marcatori | 72’ Fuser |

| Arbitro: | Cardona (Milano) |

|                         |           |           |
| Maniero 56’ Vlaovic 89’ | Marcatori | 77’ Muzzi |

| Arbitro: | Braschi (Prato) |

|                                                            |           |  |
| Lombardo 8’ Gullit 14’, 19’ R. Mancini 45’ C. Bellucci 67’ | Marcatori |  |

| Arbitro: | Trentalange (Torino) |

|           |           |                      |
| Muzzi 46’ | Marcatori | 5’ (rig.) Rubén Sosa |

| Arbitro: | Pellegrino (Barcellona Pozzo di Gotto) |

|          |           |           |
| Cruz 23’ | Marcatori | 32’ Muzzi |

| Arbitro: | Braschi (Prato) |

|                                                     |           |  |
| Oliveira 6’ (rig.) Dely Valdes 52’ Muzzi 65’ (rig.) | Marcatori |  |

#### Girone di ritorno
| Arbitro: | Pairetto (Nichelino) |

|                              |           |  |
| Muzzi 32’ Herrera 90’ (rig.) | Marcatori |  |

| Arbitro: | Rosica (Roma) |

|             |           |           |
| Panucci 53’ | Marcatori | 14’ Muzzi |

| Arbitro: | Nicchi (Arezzo) |

|                          |           |  |
| Berretta 6’ Oliveira 15’ | Marcatori |  |

| Arbitro: | Quartuccio (Torre Annunziata) |

|                              |           |                                    |
| Cadete 12’ S. Battistini 62’ | Marcatori | 35’ Oliveira 83’ Muzzi 85’ Herrera |

| Arbitro: | Bolognino (Milano) |

|                           |           |               |
| Dely Valdes 16’ Muzzi 41’ | Marcatori | 4’ L. Amoruso |

| Arbitro: | Racalbuto (Gallarate) |

|                         |           |  |
| Milanese 50’ Chiesa 78’ | Marcatori |  |

| Arbitro: | Boggi (Salerno) |

|  |           |                  |
|  | Marcatori | 18’ (rig.) Balbo |

| Arbitro: | Treossi (Forlì) |

|                              |           |               |
| Rizzitelli 42’ Pelé 77’, 79’ | Marcatori | 3’, 64’ Muzzi |

| Arbitro: | Ceccarini (Livorno) |

|                              |           |                |
| Pusceddu 10’ Dely Valdes 67’ | Marcatori | 63’ Cappellini |

| Arbitro: | Trentalange (Torino) |

|              |           |                 |
| Skuhravy 75’ | Marcatori | 63’ Dely Valdes |

| Arbitro: | Franceschini (Bari) |

|                                  |           |                        |
| Oliveira 18’, 84’ Muzzi 23’, 68’ | Marcatori | 37’ Padovano 77’ Futre |

| Roma 30 aprile 1995 29ª giornata | Lazio           | 0 – 0 referto | Cagliari | Stadio Olimpico\| Arbitro: \| Cesari (Genova) \| |
| Arbitro:                         | Cesari (Genova) |               |          |                                                  |

| Arbitro: | Collina (Viareggio) |

|                                  |           |  |
| Firicano 57’ Gabrieli 88’ (aut.) | Marcatori |  |

| Arbitro: | Bettin (Padova) |

|  |           |                     |
|  | Marcatori | 62’, 73’ R. Mancini |

| Arbitro: | Braschi (Prato) |

|                |           |                                       |
| Ruben Sosa 17’ | Marcatori | 45’ Dely Valdes 56’ (aut.) M. Paganin |

| Arbitro: | Treossi (Forlì) |

|  |           |             |
|  | Marcatori | 16’ Pecchia |

| Arbitro: | Nicchi (Arezzo) |

|                                        |           |             |
| Del Piero 20’ Vialli 66’ Ravanelli 88’ | Marcatori | 60’ Allegri |

## Coppa Italia
| Arbitro: | Beschin (Legnago) |

|             |           |  |
| Herrera 75’ | Marcatori |  |

| Arbitro: | Collina (Viareggio) |

|                                   |           |                 |
| Bonacina 23’ Rodriguez 50’ (rig.) | Marcatori | 34’ Lantignotti |

| Arbitro: | Bazzoli (Merano) |

|                                  |           |  |
| D. Baggio 10’ Fernando Couto 42’ | Marcatori |  |

| Arbitro: | Boggi (Salerno) |

|                 |           |             |
| Dely Valdes 88’ | Marcatori | 90’ Sensini |